# 뱌체슬라프 쇼쿠로프
뱌체슬라프 블라디미로비치 쇼쿠로프(러시아어: Вячесла́в Влади́мирович Шоку́ров, 1950–)는 러시아의 대수기하학자이다.
뇌터-엔리케-페트리 정리, 뿔체의 정리, 비특이 파노 다양체 상의 직선의 존재성, 그리고
로그 플립의 존재 등 대수기하학의 기본적인 정리들을 증명하였다.

## 생애
1950년 5월 18일에 모스크바 태어났고, 1968년에 모스크바 대학교 수학부에 입학했다.
학생 시절부터 특출난 재능을 보였으며 1970년에는 뇌터-엔리케-페트리 정리를 증명하였다.
이 결과를 이용하여 후에 극성화 프림 다양체(영어: polarized Prym variety)에 대한 쇼트키 문제(영어: Schottky problem)를 해결하였고, 또 비특이 파노 다양체의 부분 직선의 존재를 증명했다.
모스코바 대학을 졸업한 뒤 같은 대학교에서 유리 마닌의 지도 아래 박사 과정을 밟았다. 1976년에 구가 다양체(영어: Kuga variety)에 대한 연구로 학위논문을 쓰고 박사 학위를 취득했다.
쇼쿠로프는 현재 존스 홉킨스 대학교의 교수이며 스테클로프 수학연구소의 연구원이다.

## 업적
쇼쿠로프는 대수다양체의 쌍유리 기하학 분야의 업적으로 가장 유명하다. 박사 학위 취득 뒤, 야로슬라프 교육대학교에서 재직중 바실리 이스콥스키흐(러시아어: Василий Алексеевич Исковских)로부터 쌍유리 기하학에 대한 영향을 받았다. 이스콥스키흐가 매끄러운 3차원 파노 다양체의 분류를 하는 과정에서 쇼쿠로프에게 매끄러운 파노 다양체에서의 직선의 존재성과 반표준 인자의 선형계(영어: linear system of divisors)의 일반적인 원소의 매끄러움에 대한 문제를 제시했다. 쇼쿠로프는 이 두 문제를 해결하였고, 고차원의 경우에까지 확장하였다. 이스콥스키흐의 비특이 극소 유리 곡면을 밑으로 하는 표준 뿔다발(영어: standard conic bundle)의 유리성 기준은 쇼쿠로프의 1983년에 발표된 논문 〈Prym varieties: theory and applications〉의 중요한 적용 결과물이다.
1980년대 말부터는 극소모델프로그램(영어: minimal model program)에 중요한 업적을 남긴다. 1985년에 발표된 비소멸 정리(영어: nonvanishing theorem)는 이 분야의 기본 정리인 뿔체의 정리, 반풍성성(영어: semiampleness)의 정리 등의 증명에 쓰이는 중요한 결과이다. 이 논문에서 증명된 3차원 플립의 종지는 같은 수법을 이용하여 임의의 차원에 대한 결과로 확장되었다.
쇼쿠로프는 〈3-fold log flips〉에서 3차원 로그플립의 존재를 증명하였고, 이 논문에서 근간을 이루는 귀납법과
로그쌍의 특이점에 대한 이론은 고차원의 문제에까지 확장이 가능하다. 쇼쿠로프가 2001년에 증명한 4차원 로그 플립의 존재에 대한 정리는 두 권의 책(《Flips for 3-folds and 4-folds》와 《Birational geometry: linear systems
and finitely-generated algebras》)에 자세하게 기술되어 있다. 4명의 저자(Caucher Birkar, Paulo Cascini, Christopher Hacon, James McKernan)에 의한 유명한 논문 〈Existence of minimal models for varieties of log general type〉은
쇼쿠로프의 아이디어를 적용한 중요한 결과라 할 수 있다.